# Cynopotamus kincaidi
Cynopotamus kincaidi är en fiskart som först beskrevs av Schultz, 1950.  Cynopotamus kincaidi ingår i släktet Cynopotamus och familjen Characidae. Inga underarter finns listade i Catalogue of Life.